# 约瑟夫·豪诽谤案审判

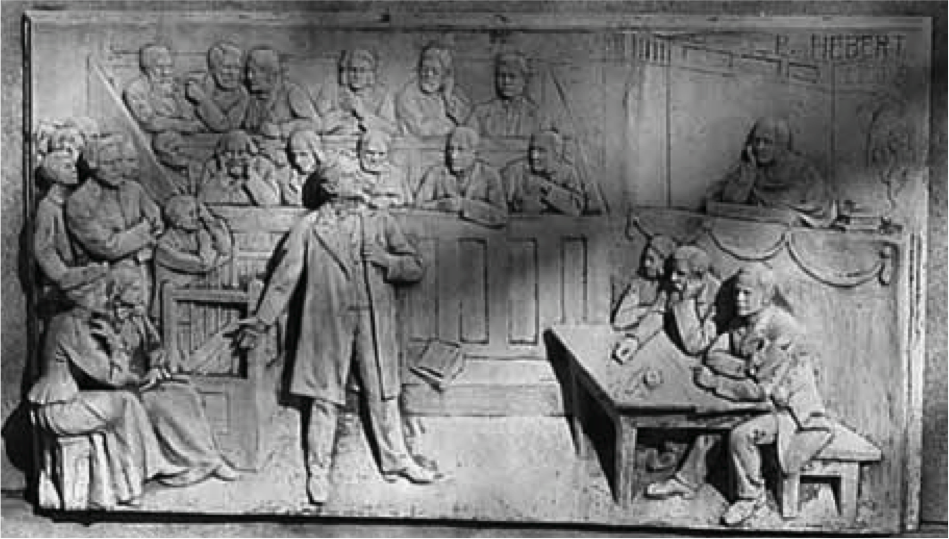
約瑟夫·豪誹謗案審理圖
（作者：路易斯-菲利普·赫貝爾特）

約瑟夫·豪誹謗案審判是一起於1832年3月5日發生在加拿大現新斯科舍省的誹謗罪審理事件。報紙編輯約瑟夫·豪被當地的民政政客以“煽動性誹謗”的罪名訴諸法庭，但最後的庭審結果卻是約瑟夫·豪勝訴。這件誹謗案的勝訴被認為在加拿大的司法歷史上具有里程碑意義；在無罪獲釋後，約瑟夫·豪在他所主編的《新斯科舍人報》上宣稱“新斯科舍省的新聞是自由的”。學者約翰·拉爾斯頓·索爾等學者認為，約瑟夫·豪誹謗案的勝訴為加拿大的新聞自由奠定了根本基礎。歷史學家巴里·卡希爾（Barry Cahill）則寫道，本案在殖民地法律史上具有重大意義，因為它是1734年“曾格案”長期拖延後的重演。

## 案件背景
1834年，約瑟夫·豪開始在他所主編的《新斯科舍人報》上發表具有強烈獨立觀點的社論；這些文章不僅引起了新斯科舍省人民的關注，同時也招致了殖民當局的注意。約瑟夫·豪的獨立情緒在同年年底達到極限，他在《新斯科舍人報》發表文章宣稱將發起一場運動，以揭露政府的錯誤行為。
1835年1月1日，他發表了這場運動的最後一篇文章，即一封署名“人民”的來信。這封信指責地方執法官們“履職時不負責任、無能和自私，應該受到譴責”。具體來說，約瑟夫·豪指責哈利法克斯的政客和警察們在過去三十年的時間裡將3萬英鎊中飽私囊。
由於這封信的公開發表，約瑟夫·豪因煽動性誹謗被當局起訴；起訴書中聲稱他“對國王陛下的臣民進行煽動性的策劃、圖謀並意圖挑動、鼓吹不滿及叛亂”。煽動性誹謗罪在約瑟夫·豪受審前200年才被定義，許多人認為這是一項不公平的罪名；因為這項罪名涉及的行為可以很寬泛也可以很具體，而一切都取決於法庭的選擇。

## 審判過程
約瑟夫·豪誹謗案的審判於現在新斯科舍省議會大樓的圖書館內舉行主審法官為布倫頓·哈利伯頓。由於沒有律師願意為他辯護，約瑟夫·豪只能在法庭上代表自己進行辯護。他以《1792年誹謗法令》作為自辯的法源。他在六個半小時內向陪審團發表講話，列舉了一個又一個市政腐敗案件。他雄辯地談到了新聞自由的重要性，敦促陪審員“把不受束縛的新聞界作為遺產留給你們的孩子。”儘管法官指示陪審團判定約瑟夫·豪有罪，但陪審團只花了10分鐘就宣告他無罪。

## 判決影響
約瑟夫·豪的勝訴在當時被認為是有里程碑意義的，他也在獲釋後主編的最新一期《新斯科舍人報》上宣稱“新斯科舍省的新聞是自由的”。部分學者認為，約瑟夫·豪贏下誹謗案從嚴格法律意義上來說對當時的社會幾乎沒有改變；但是其他學者堅持認為該案為加拿大的新聞自由奠定了根本基礎。
研究約瑟夫·豪的學者J·M·貝克（J. M. Beck）認為儘管豪成功說服陪審團相信《1792年誹謗法令》是不公正的，但對他的審判並沒有直接促使對有關誹謗的民法或刑法條文的修改產生影響。貝克表示豪的審判有助於加拿大新聞自由的想法是一個“沒有事實依據的神話”。事實上，在約瑟夫·豪勝訴的八年後，他在《新斯科舍人報》的繼任者理查德·紐金特也被控犯有誹謗罪並於1843年被定罪。紐金特因無力支付賠償金而只得入獄服刑。貝克指出英國國會在1843年制定了一項法令，允許被告以誹謗內容屬實為由給自己辯護，這才從客觀上促進了新聞自由。
有學者認可貝克“約瑟夫·豪誹謗案勝訴在嚴格法律意義上並無改變”的觀點，但學者塞西爾·羅斯納（Cecil Rosner）則表示“約瑟夫·豪誹謗案審判的象徵意義比它可能開創的任何法律先例更值得注意……（此後）煽動叛亂的指控基本上已經消失，但全國各地的記者仍然面臨民事誹謗的威脅。”
林賽·坎貝爾（Lyndsay M. Campbell）認為審判最終確實改變了法律，因為約瑟夫·豪是新斯科舍省第一個在陪審團面前爭辯動機的人。坎貝爾也指出，雖然豪的辯護沒有說服主審法官，但律師在未來的案件中會使用這個辯護理由。約瑟夫·豪改變了法界和公眾對法律的看法，而且審判的時機對於其對加拿大的持久影響至關重要。此時，加拿大的報紙數量迅速增長並且在政治評論方面都在突破自己的界限。約瑟夫·豪的勝訴消除了這些報紙因發表政治評論而被起訴的恐懼，正如坎貝爾所說，“可能性的認知已經改變”。
約翰·拉爾斯頓·索爾表示，“……通過無罪釋放，豪確立了加拿大言論自由和新聞自由的基本思想、原則和形式。”同時索爾也承認，自約瑟夫·豪勝訴以來，加拿大在言論自由及新聞自由的立法上出現過多次反復；但他依舊認為，約瑟夫·豪誹謗案的勝訴創造了“……我們仍在努力鞏固和擴大言論和新聞自由之本質的知識基礎”。索爾也認為本案對《加拿大權利與自由憲章》的制定產生了重大影響。他認為，約瑟夫·豪的辯護詞與《憲章》第9行和第10行之間存在明顯的聯繫，其中提到了言論自由和新聞自由。索爾也提到自約瑟夫·豪受審以來加拿大各地許多受他影響的公眾領袖，例如溫尼伯大罷工的領導者弗雷德·迪克森（Fred Dickson）。他也曾因煽動性誹謗被起訴，他在法庭上使用了約瑟夫·豪的辯護詞為自己辯解，“言自吾等公共生活之道德中心”。

## 相關作品
1961年，加拿大國家電影局就本案的審判過程製作了一部28分鐘的電影，名為《約瑟夫·豪：新斯科舍省保民官（Joseph Howe: The Tribune of Nova Scotia）》。

## 關聯條目
- 加拿大的言論自由

### 腳註
1. ↑  羅斯納認為，加拿大法律限制記者可以使用的消息來源，儘管《加拿大權利與自由憲章》引入了新聞自由，但法院仍然在認為有必要時限制新聞權利；此外，魁北克省不接受真相作為誹謗案件的適當辯護。雖然美利堅合眾國的記者可以批評其當選代表而不會面臨被起訴的風險，但加拿大記者卻沒有同樣的保護。羅斯納的結論是“…還有更多的勝利有待贏得”。

### 出典
1. 1 2 3 4  Beck 1974，第39頁.
2. 1 2 3 4  Saul 2006，第10頁.
3. ↑  Kesterton 1967，第21-23頁.
4. ↑  Cahill 1996，第563頁.
5. ↑  Howe 1909，第7頁.
6. ↑  Rosner 2005，第11頁.
7. ↑  Beck 1974，第31頁.
8. ↑  Campbell 2006，第80頁.
9. 1 2 3  Rosner 2005，第12頁.
10. ↑  Leonard Williams Levy. . Oxford University Press. 1985: 8  [2024-07-11]. ISBN 9780195035063.
11. ↑  Cahill 1996，第360頁.
12. 1 2  Campbell 2006，第114頁.
13. ↑  Campbell 2006，第115頁.
14. 1 2  Campbell 2006，第116頁.
15. ↑  Saul 2006，第11頁.
16. ↑  Saul 2006，第14頁.
17. ↑  . 加拿大國家電影局.   [2024-07-11]. （原始内容存档于2022-10-27）.
18. ↑  . 互聯網電影數據庫.   [2024-07-11]. （原始内容存档于2022-06-26）.

### 書目
- Cahill, Barry. . Greenwood, Frank Murray; Barry, Wright  (编). . Toronto: University of Toronto Press. 1996: 547–576. ISBN 9781487597900. doi:10.3138/9781487596187-021.

- Beck, J. M. . Acadiensis（英语：Acadiensis） (Fredericton: University of New Brunswick). 1974, 3 (2): 27–44. JSTOR 30302466.

- Campbell, Lyndsay M. . Dalhousie Law Journal（英语：Dalhousie Law Journal） (Halifax: Schulich School of Law, Dalhousie University). 2006, 29 (1): 79–116  [2024-07-11]. ISSN 2563-9277. （原始内容存档于2024-07-11）.

- Howe, Joseph. Chisholm, Joseph Andrew , 编.  1. Chronicle publishing Company. 1909.

- Kesterton, Wilfred H.  2nd Edition. McClelland and Stewart. 1967: 21–23. ISBN 9780770518189.

- Rosner, Cecil. . The Beaver. 2005, 85 (1): 11–12.

- Saul, John Ralston. . Gaspereau Press. 2006. ISBN 9781554470198.

## 外部連接
- 約瑟夫·豪誹謗案辯護詞 （页面存档备份，存于）在新斯科捨省議會網站（英文）